# Abtei Grestain

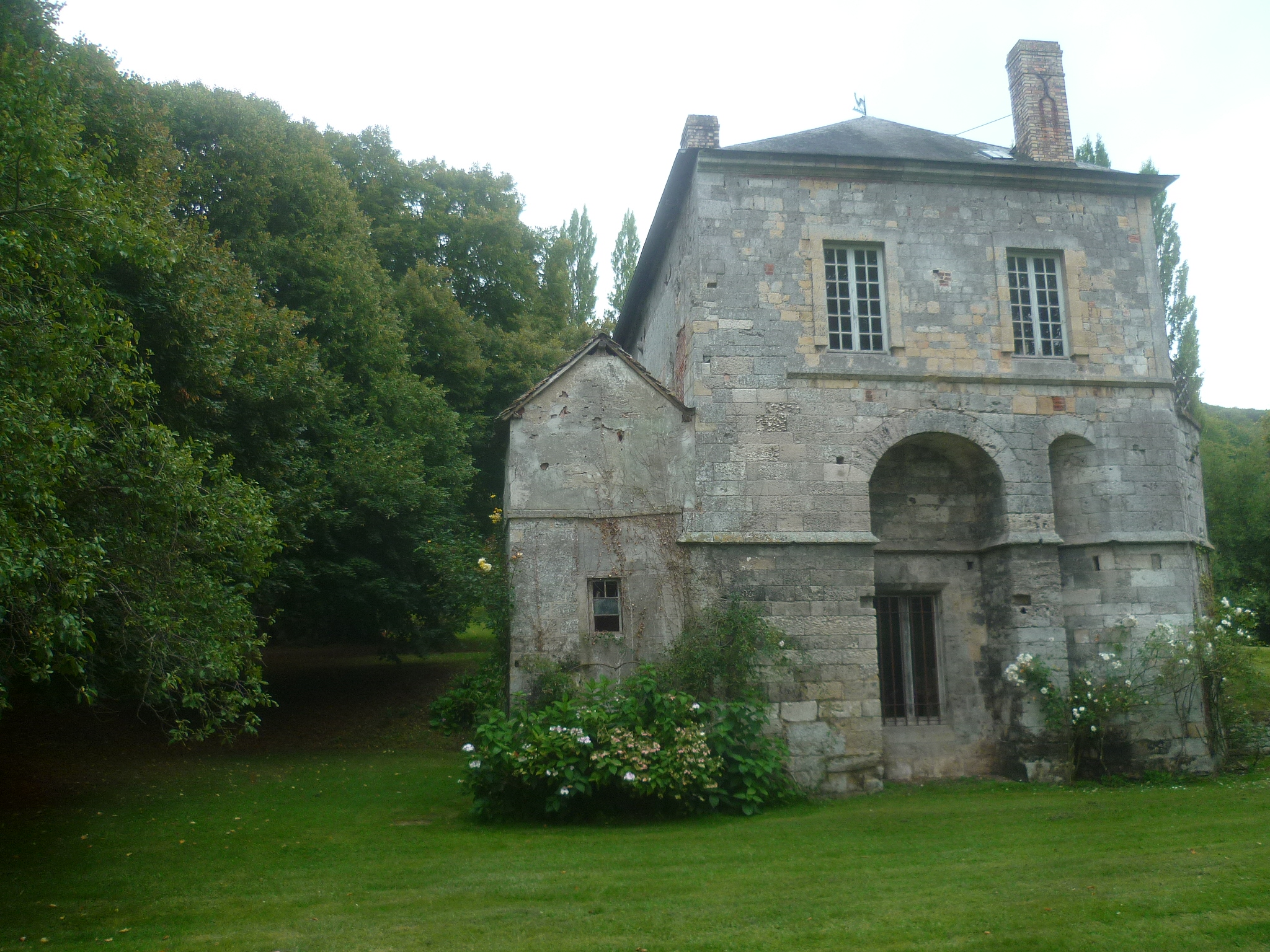
Reste der Abtei Grestain

Die Abtei Notre-Dame de Grestain war ein im 11. Jahrhundert gegründetes normannisches Benediktiner-Kloster in der Nähe von Fatouville-Grestain im heutigen Département Eure. Die Abtei, die eng mit der Familie von Wilhelm dem Eroberer, dem Herzog der Normandie, verbunden war, war maßgeblich daran beteiligt, dass die Normannen in den Jahrhunderten nach der normannischen Eroberung Englands die Kontrolle über die Kirche in England übernahmen, neue Kirchen und Priorate in England gründeten: viele der im Domesday Book erwähnten Kirchen gehen auf die Abtei Grestain als Ursprung zurück.

## Geschichte
Die Abtei Grestain wurde 1050 von Herluin de Conteville und seiner Ehefrau Herleva, der Mutter Wilhelms des Eroberers, gegründet. Herluin, der an Lepra erkrankt war, soll eine Vision der Jungfrau Maria gehabt haben, die ihm befahl, sich an der Quelle des Cardec-Baches in Grestain einer Heilbehandlung zu unterziehen. Nach seiner Genesung entschloss er sich, im nahe gelegenen Vilaine-Tal eine der Jungfrau geweihte Abtei und in Carbec eine Kapelle zu errichten, die auch der Heilquelle von Saint-Méen gewidmet ist. Herluins Sohn Robert de Conteville, comte de Mortain, der Halbbruder Wilhelms, war der hauptsächliche Wohltäter der Abtei, der ihr seine Einnahmen aus England spendete.
1358 wurde die Abtei von den verbündeten Engländern und Navarresen geplündert. Die Mönche flüchteten in ein sicheres Haus nach Rouen, in die Pfarre Saint-Éloi. Zwischen dem 15. November 1364 und dem 10. August 1365 erfolgte eine erneute Plünderung. Bei der Rückkehr der Mönche war die Abtei fast bis auf die Grundmauern abgerissen worden.
Zur Abtei gehörten eine Reihe von Prioraten, darunter
- Saint-Astier (Dordogne), gegründet von Geoffroi, dem zweiten Abt von Grestain
- Sainte Scolasse oder Saint-Nicolas-en-Scolasse in Sainte-Scolasse-sur-Sarthe, gegründet von Herluin de Conteville
- Saint Nicol oder Saint-Nicolas-du-Val-de-Claire in einem Vorort von Honfleur, gegründet von Wilhelm dem Eroberer

Grestain wurde 1757 auf Anordnung des Bischofs von Lisieux geschlossen. Die kirchlichen Gebäude wurden um 1766 abgerissen, der Rest 1790, während der Revolution zerstört. Lediglich einige Ruinen sind übrig geblieben, die in das private Château de La Pommeraye eingefügt wurden: eine Verteidigungsmauer, ein Portal aus dem 13. Jahrhundert, ein Herrenhaus aus dem 18. Jahrhundert mit einem Fußboden aus dem 13. Jahrhundert, sowie Reste der Kirche. Zum Gedenken an die Gründer, die in der heute nicht mehr existierenden Kirche beigesetzt wurden, wurde ein Denkmal errichtet: Arlette, Herluin und Robert de Mortain sowie Roberts Frau Mathilde de Montgomerie, Tochter von Roger de Montgomerie, 1. Earl of Shrewsbury.
1975 wurde die Abtei zum Monument historique erklärt.